# 하남천현초등학교
하남천현초등학교는 대한민국 경기도 하남시에 있는 초등학교이다.

## 학교 연혁
- 1993.06.20 하남천현초등학교 설립 인가
- 1994.03.01 초대 윤용섭 교장 취임
- 1994.05.01 하남천현초등학교 설립 개교(25학급)
- 1994.05.01 하남천현초등학교병설유치원 개원(1학급)
- 2012.09.01 제8대 김봉옥 교장 부임
- 2013.02.15 제19회 병설유치원 졸업(총 896명)
- 2013.02.22 제19회 초등학교 졸업(총 3,541명)
- 2013.03.01 초등학교 22학급 편성(특수학급 1학급 포함)

## 참고 자료
- 하남천현초등학교 - 한국교육학술정보원 학교알리미